# 金子正子
金子 正子（かねこ まさこ、1944年4月12日 - ）は、東京都出身のアーティスティックスイミングのコーチ。（財）日本水泳連盟シンクロ委員長、監事､（財）日本オリンピック委員会強化委員・専任コーチ、情報戦略委員会リーダーなどを経て、現在、日本水泳連盟顧問、日本体育協会評議委員、三菱財団養和会理事などを務めている。

## 経歴
1944年東京都生まれ。 東京家政学院高校を経て、1967年に東京家政学院大学家政学部を卒業後、東京シンクロクラブのコーチに。1980年から日本水泳連盟シンクロ強化部長。1984年ロサンゼルスオリンピックから1996年アトランタオリンピックまで、ナショナルチームを率いて合計7個のメダルを獲得。2000年シドニーオリンピック、2004年アテネオリンピックでは日本選手団の本部役員を務めた。2008年北京オリンピックでは、それまで日本代表コーチであった井村雅代が開催国中国の代表コーチに就任したため、日本選手団のチームリーダーを務めたが、チーム種目では５位に終わり五輪で初めてメダルを逃した。
また、世界選手権、ワールドカップなど、数々の世界大会でヘッドコーチや監督を務め、小谷実可子をはじめ多くのメダリストを育成した。
1997年から日本水泳連盟初の女性理事・シンクロ委員長に就任。2009年にシンクロ委員長を退任後､東京シンクロクラブで指導を行っているが､引き続き日本水泳連盟の監事､顧問などを歴任している。

## 受賞
- 国際水泳殿堂名誉コーチ(2015)[1]
- IOC国際オリンピック女性スポーツオーダー賞文部大臣（現・文部科学大臣）スポーツ功労賞（7回）
- 日本スポーツ賞特別賞
- 東京都民文化栄誉賞
- エイボンスポーツ賞(1989)
- 第1回ミズノスポーツメントールゴールド賞
- ビックスポーツ功労賞
- 文化功労者(2024)[2]

など受賞多数。